# 酸化カコジル
酸化カコジル（さんかカコジル、英: cacodyl oxide）は、化学式[(CH3)2As]2Oの有機ヒ素化合物である。比較的純粋に合成された初めての有機金属化合物と考えられている。
カコジルと酸化カコジルの構造を含む「カデの発煙液体」は、元々酢酸カリウムと三酸化二ヒ素を混ぜて加熱することで得られた。悪臭と毒性を持つ。変性剤及び警告剤として用いられる。